# 奥尔多纳克
奥尔多纳克（法語：Ordonnac，法語發音：[ɔʁdɔnak]）是法国吉伦特省的一个市镇，位于该省西北部，梅多克半岛上，属于莱斯帕尔梅多克区。

## 地理
奥尔多纳克（45°18'27"N, 0°50'9"W）面积10.21 平方千米，位于法国新阿基坦大区吉倫特省，该省份为法国西南部沿海省份，是法國本土面积最大的省，北起滨海夏朗德省，西临大西洋，南至朗德省，东南接洛特-加龍省，东临多爾多涅省。
与奥尔多纳克接壤的市镇（或旧市镇、城区）包括：圣瑟兰德卡杜尔讷、布莱尼昂-普里尼亚克、莱斯帕尔梅多克、圣日耳曼代斯特伊、圣伊藏德梅多克。

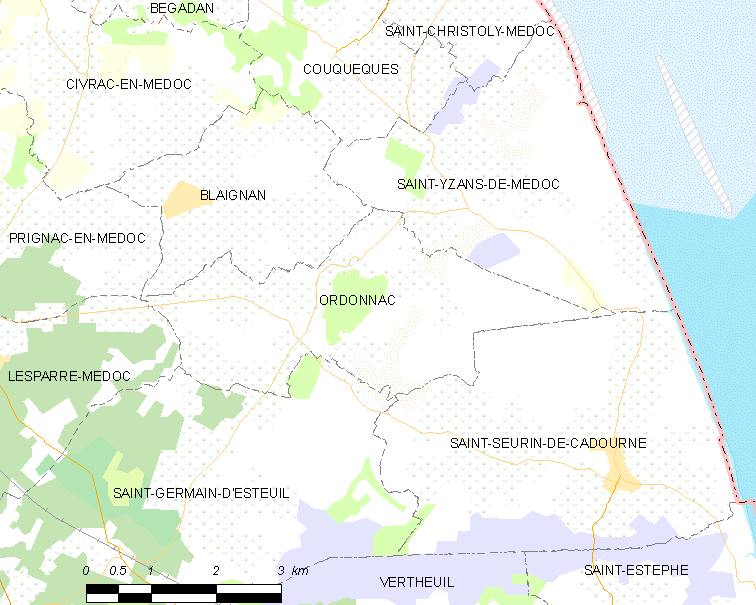
奥尔多纳克的OSM定位图

奥尔多纳克的时区为UTC+01:00、UTC+02:00（夏令时）。

## 行政
奥尔多纳克的邮政编码为33340，INSEE市镇编码为33309。

## 政治
奥尔多纳克所属的省级选区为北梅多克县。

## 人口

1962-2008年间奥尔多纳克人口变化图示

奥尔多纳克于2022年1月1日时的人口数量为487人。